# Religion der Akan
Die traditionelle Religion der Akan ist eine für Westafrika typische Religion. Man findet hier nicht nur eine komplexe Welt göttlicher Wesen, die letztlich aus einem kosmisch ausgedeuteten Monotheismus heraus entspringt, hier trifft man zum Beispiel in Verbindung mit Seelen- und Ahnenvorstellungen auf einen weltweit wohl einzigartigen Gruppen- und Individual-Totemismus. Interessant ist in diesem Zusammenhang auch der religiöse Aspekt, den die Töpferei bei den Akan besitzt. Er ist wahrscheinlich das Überbleibsel einer vorzeitlichen Vorstellungswelt. Trotz aller Berührungen und Vermischungen mit religiösen Vorstellungen nicht-akanischen Ursprungs, einschließlich der weitgehenden Christianisierung bzw. Islamisierung der heutigen Akan-Gesellschaft, haben dennoch zahlreiche traditionelle Elemente bis heute überlebt und tragen zur kulturellen und religiösen Vielfalt im heutigen Westafrika südlich der Sahara bei.

## Die Götterwelt

### Das oberste Wesen
Das oberste Wesen in der traditionellen Religion der Akan besteht in der göttlichen Triade Nyame-Nyankopong-Odumankoma, das heißt, es handelt sich hier um eine einzige Gottheit in einer dreifachen Ausfächerung (Hypostasen). Nyame steht dabei für alles Materielle auf dieser Welt (einschließlich Himmel, Sonne und Mond), Nyankopong steht für die Vitalkraft oder das Leben an sich und Odumankoma für das Bewusstsein oder den Intellekt. Nyame (in Nzima Nyamenle, bei den Ost-Akan am Volta Wulbari) ist der Eigner des sich drehenden Universums, er ist gleichbedeutend mit dem Himmel, die Sonne ist Ausdruck seines männlichen, der Mond der seines weiblichen Aspektes. Alternative Twi-Bezeichnungen für Nyame sind „Ewim“ (etwas Luftiges) oder „Osoro“ (das da oben). Nyankopong steht eher als Allgemeinbegriff für alles Göttliche und die damit in Verbindung stehenden kultisch verehrten Gegenstände. In Odumankoma tritt am deutlichsten der schöpferische Aspekt des Gottes hervor. Alle übrigen Untergötter, die Abosom, sind seine Geschöpfe. Er tritt in der Akan-Religion auch als Kulturbringer auf, indem er eine Frau namens Osra Abogyo in der Kunst des Töpferns unterwies. 	 
Sowohl die ivorischen Agni (Anyi) und Baulé als auch die Nzima machen jedoch eine Trennung zwischen dem Ur-Schöpfergott und dem Himmels- und Sonnengott. Der Umstand, dass diese Trennung sonst bei den Akan nicht anzutreffen ist, weist auf eine ältere Gottesverehrung hin, die in diesen Gegenden bereits existierte, bevor die Akangruppen hier einwanderten. Bei den Agni ist dieser Ur-Schöpfergott Dago (Dagon), bei den Baulé Alurwa oder Anangama, in Nzima ist es Edenkema. 	 

### Die Erdgöttin
Die Erdgöttin der Akan ist Asase, mitunter auch Asié, in Nzima Azele genannt. Der Name entsteht durch Verdopplung von „ase“, was in Twi „Unterseite von etwas“ bedeutet. Manchmal wird sie auch Aberewa genannt, „alte Mutter Erde“, in Nzima Sama Belewa (Sama Bolowa). In der Regel wird ihrem Namen noch das Suffix „Yaa“ oder „Afua“ (Efua, Fua) beigefügt. „Yaa“ ist der Akan-Name für eine Donnerstagsgeborene, „Afua“ der für eine Freitagsgeborene, was auf den der Erdgöttin geheiligten Tag verweist, der regional unterschiedlich sein kann. 	 
Als Erdgöttin ist Asase auch Totengöttin und Herrscherin über das Totenreich. Wann immer in der Vergangenheit bei den Akan jemand bestattet wurde, wurde zunächst Asase ein Trankopfer gegeben, um von ihr die Beisetzungserlaubnis zu erhalten. Daneben ist Asase auch die Friedensgöttin, denn in der religiösen Vorstellungswelt der Akan ist sie es, die das Blut der Getöteten und Verletzten aufnehmen muss, was sie sehr erzürnt. (Im Meer zu ertrinken ist etwas anderes.) Wird sie in ihrem Zorn nicht besänftigt, so der traditionelle Glaube, drohen Missernten, Erdbeben oder ähnliche Naturkatastrophen. 	 
An den ihr geheiligten Tagen sind bei den Akan alle Arbeiten, die eine „Verletzung“ der Erde bedeuten würden (Feldarbeit, Grabungsarbeiten usw.), untersagt und schon gar nicht sollte an einem solchen Tag Blut auf die Erde tropfen, und wenn es nur aus einer Schnittverletzung herrührt. Geschieht es dennoch, ist der Gesetzesübertreter zu einem Versöhnungsopfer aufgefordert. 	 
Mitunter wird zwischen Asase Yaa als Göttin des unfruchtbaren Bodens und Asase Efua als Göttin des fruchtbaren Bodens unterschieden. Asase Afua werden in diesem Fall die Acht als heilige Zahl, die Venus als heiliger Stern und die Ziege als heiliges Tier zugeordnet. Asase Yaa dagegen werden die Neun als heilige Zahl, der Jupiter als heiliger Stern und der Skorpion als heiliges Tier zugeordnet. Trotz dieser heiligen Tiere gilt die Schlange (eigentlich ein Python) als Allgemeinsymbol der Akan-Erdgöttin an sich. 	 
Asase ist die göttliche Gattin des Schöpfer- und Himmelgottes. Alle akanischen Abosom (Untergötter) gelten als Kinder von Nyame und Asase. Diese hierarchische Stellung zwischen dem Ur-Schöpfer und allen anderen Göttern zeigt, dass die Erdgöttin nicht-akanischen Ursprungs ist und ihr Einbau in die Götterwelt der Akan kann man als Versuch werten, den Frieden zwischen eingewanderten und bodenstämmigen Gruppen (die als eigentliche Eigner des Bodens gelten) auf eine dauerhafte Grundlage zu stellen.

### Die Abosom
Unter der Sammelbezeichnung Abosom, auch Abosommerafoo (Sing. Obosom, Bossum, Bassam) werden in der Akan-Religion alle Untergötter zusammengefasst, welche in der göttlichen Hierarchie unter dem Schöpfergott und der Erdgöttin stehen. In Nzima heißen sie Awonzonle (Sing.: Bozonle). Es sind Untergötter, d. h. sie können durchaus vom Schöpfergott mit dem Tode bestraft werden. Gemäß dem akanischen Schöpfungsmythos sind aus der Vereinigung vom Schöpfergott und der Erdgöttin zunächst nur vier Abosom hervorgegangen: Tano (Tando), Bea, Apo und Twe (Bosomtwe). Alles vier sind „Gewässer“ im Akanland und sie wurden als Teilakt der Weltschöpfung von Nyame auf die Welt entsandt, um den Menschen Segnungen zu verleihen und auch solche von diesen zu empfangen. Alle weiteren Natur-, Wasser- und Waldgottheiten stammen von diesen vier Ur-Abosom ab. Wasser hat daher allgemein in der traditionellen Akan-Religion eine lebensschöpfende Kraft und so werden auch alle Fluss- und Wassergottheiten gleichzeitig als Fruchtbarkeitsgötter angesehen. (Dies bezieht sich allerdings nur auf Landwasser, das Meer ist etwas anderes.) Bei den ivorischen Baulé ist es Kwamnabo, der Gott des Regens, der aus der Vereinigung von Schöpfergott und Erdgöttin hervorgegangen ist. Im Gegensatz zu den Suman haben die Abosom ihre göttliche Macht von Nyame. In Asante heißt es, ein Obosom sei kreiert worden, um dem Häuptling und den Geistern der Vorfahren eines Dorfes als Gott zu dienen. Der Obosom kann aber auch von einem einzelnen Individuum in persönlichen Angelegenheiten konsultiert werden, wie z. B. in Fällen von Krankheit, Kinderlosigkeit, Ernteausfällen usw. 	 

### Die Suman
Ein Suman (Souman, Summan) ist in der traditionellen Vorstellungswelt der Akan ein Fetisch, der einen persönlichen Haus- und Familien-Schutzgeist verkörpert. Es existiert in diesem Zusammenhang auch immer ein Behältnis, das einen Gegenstand enthält, mit dem der Bezug zum Summan hergestellt wird. Im Fetu der 1660er wurde ein solches Behältnis mit einem religiösen Maskottchen „Sesja“ genannt. In jeder Akan-Familie (im Sinne einer Maximallineage) gab oder gibt es einen ernannten Essumanfo (Summan-Priester), der für die Opferdarbringung, das Schlachten von Opfertieren und für den Summan-Familienschrein verantwortlich war oder ist. In der Literatur (Clarke) werden drei Typen von Summan unterschieden: 	 
- Typ 1: Er besitzt die gewöhnliche, typische, magische Struktur von speziellen,  magisch hergestellten Bestandteilen. Er besitzt Riten und Beschwörungszauber, Tabus müssen beachtet werden, dem Gegenstand kommt eine spezifisch eingegrenzte Funktion zu und er wird zu individuellen Zwecken von Einzelpersonen verwendet.
- Typ 2: Von ihnen wird behauptet, dass sie ihre Fähigkeiten durch eine Verbindung mit Feen oder Waldgeistern bekommen und von denen man sie erhalten kann oder weil der Gegenstand der potentielle Wohnplatz eines oder mehrerer Geister mit „innerem Status“ ist, die für gewöhnlich dem Tierreich angehören. (Totemismus)
- Typ 3: Dies sind Summan, bei denen sich mehrere zu einer höheren Kategorie verschmolzen haben in der sie, wie es scheint, mit den Abosom aufeinandertreffen. Summan höherer Kategorien sind zumeist die Schutzfetische ganzer Nationen, wie z. B. im Falle von Bora Bora Weigya, dem Hauptfetisch der Fanti-Nation, dessen Hauptheiligtum sich bei Mankessim befindet. Zumeist dienen die Summan jedoch als Schutzgottheiten für Dörfer. Um die Jahrhundertwende vom 19. zum 20. Jahrhundert herum waren z. B. die verbreitetsten unter ihnen Borgya und Abirwa. Damals hatte fast jedes Dorf im südwestlichen Asante und den angrenzenden Nachbarregionen entweder einen Borgya- oder einen Abirwa-Schrein oder beides. Ihre Verehrer bildeten auf Dorfebene geschlossene Kultgemeinschaften, eine jede mit eigenen Meidungsgeboten, Aufnahmeritualen, Verhaltensregeln u.v.m.

### Sonstige
- Summa war bei den Fetus der 1660er eine Gottheit, der man alles Unglück zuschrieb, was einem Menschen widerfahren konnte.
- Kaka-Gye ist bei den ivorischen Baulé eine ochsenköpfige Gottheit, welche die Seele eines Verstorbenen zu Nyame geleitet. Ohne seine Hilfe würde die Seele den Weg nicht finden und rastlos als Geist umherirren und dabei viel Schaden anrichten.
- Nyevile („das Meer“) ersetzt in den Küstengegenden von Agni und Nzima Nyame als Schöpfergott. Er gilt hier als der Ehegatte der Erdgöttin.
- Samanfo ist bei den Akan die Bezeichnung für die Gesamtheit der Ahnengeister.

## Weltschöpfung
Gleich um welche Schöpfungsvariante der Akan es sich handelt, die Schöpfung war in jedem Fall an einem Samstag beendet. Ein an einem Samstag geborenes männliches Kind, das bei den Akan traditionell den Namen Kwame bekommt, gilt daher als Glückskind. Zeremonien und Rituale zu Ehren des Schöpfergottes finden deshalb auch immer Samstags statt. Z. B. fiel in Asante des Königs Geburtstag immer auf einen Samstag, auch wenn er tatsächlich an einem anderen Tag geboren worden war. 	 
Variante 1
Am Anfang schuf Gott die Welt, aber es war nur Gott in der Welt. Er machte sich daraufhin eine „Medizin“, schüttete sie auf den Boden und es wölbten sich Hügel, die schließlich aufbrachen und Tiere, Menschen und alle anderen Werke der Schöpfung traten heraus. 	 
Variante 2
Die ersten Menschen wurden im Himmel erschaffen. Während es Gott regnen ließ, stiegen die sieben, von Gott geschaffenen ersten Menschen an einer Kette vom Himmel zur Erde herab. Sie brachten das Feuer mit. Als sie auf der Erde angekommen waren, zündeten sie sich ein Feuer an, um damit Speise zu kochen. Sie hatten aber kein Wasser zum Kochen, aber nirgendwo war Wasser zu sehen. Zwei von ihnen gingen daraufhin in den Busch, bis sie schließlich einen Fluss fanden, mit dessen Wasser sie dann ihre Speisen zubereiten konnten. 	 
Untervariante 2.a): Gott gab seinem Schmied Odunmangkoma den Auftrag, Menschen und Tiere zu schmieden, denen der Schöpfergott dann Leben einhauchte. Gemäß der Überlieferung schuf Odunmangkoma jedoch zuerst das Wasser, denn Wasser hat lebensschöpfende Kraft.
Untervariante 2.b) (besonders bei den Kratsche (Ost-Akan) und teilweise bei den Aschanti anzutreffen): Anansi, die Spinne, eine Dienerin des Schöpfergottes, war es, die die Sonne und den Mond brachte. Auch hat sie die ersten Menschen „gewebt“, die dann an einem von ihr gewebten Faden auf die Erde herabkletterten.
Variante 3
Die ersten Menschen sind sowohl himmlischen als auch irdischen Ursprungs. Ein Menschenpaar stieg vom Himmel herab, ein anderes kam aus der Erde. 	 
Variante 4
Es geschah vor langer Zeit, dass sich in einer besonderen Montagsnacht (Nkydwo) ein Wurm seinen Weg durch den Erdboden nach oben grub. Ihm folgten sieben Männer, sieben Frauen, ein Leopard und ein Hund. Auf der Erdoberfläche stehend, zeigten sie sich verwirrt von den neuen und ungewohnten Eindrücken und ihre Augen füllten sich mit Angst. Nur Adu Ogyinae, welcher der Erde als erster entstiegen war, zeigte keinerlei Anzeichen von Furcht. Durch Handauflegen gelang es ihm, auch seine Gefährten zu beruhigen. Am Mittwoch begannen die Menschen, Hütten zu errichten. Dabei wurde Adu Ogyinae von einem umstürzenden Baum erschlagen. Auch hatte sich gleichzeitig der Hund entfernt und als er zurückkam, trug er Feuer in seiner Schnauze. Mit den auf dem Feuer erhitzten Nahrungsmitteln fütterten dann die Menschen das Tier (quasi als Experiment). Als es daraufhin Fett ansetzte, beschlossen die Menschen, ihr Essen fortan gekocht zu verzehren.

## Seelenvorstellungen und Ahnenglaube
Die Samanfo (Sing.: Samman) sind bei den Akan die Geister der Ahnen einer Abusua (alle Angehörigen der mütterlichen Blutslinie). Ihr gemeinsamer Aufenthaltsort wird Samandow genannt. Der Singular Samman wird im Allgemeinen mit „Clan-Geist“ übersetzt und auch als ein einzelnes Geistwesen aufgefasst, wobei es sich dabei jedoch genau genommen um eine spirituelle Gesamtheit vieler Einzelwesen handelt. Es handelt sich im Wesentlichen um drei Geister:  

### Mogya
Sie ist durch die matrilineare Clanzugehörigkeit bestimmt und wird dem Kind bei seiner Zeugung von seiner Mutter gegeben. Das Geschlecht des jeweiligen Kindes spielt dabei keine Rolle. Die Mogya bindet das Kind an die Matrilineage (Abusua) und über diese auch an die Ahnen der Lineage und das von ihnen in Besitz genommene Land. Die Mogya hat ihren Ursprung in Nyame und sie ist es, die dem Individuum seine Kra (Lebensseele) einpflanzt. 

### Ntoro
Die Ntoro wird in der traditionellen Akan-Religion als die eigentliche Ursache der Empfängnis angesehen. Kommt es bei einem Geschlechtsakt zu einer Empfängnis, dann konstituiert sich im Fötus die Mogya aus dem „roten“ („heißem“) Blut der Frau und die Ntoro aus dem „weißen“ („kalten“) Blut des Mannes (Sperma). Nur wenn es beim Zusammentreffen von Ntoro und Mogya zu einer Vereinigung der beiden kommt, das heißt, wenn beide Seelenelemente „sich mögen und in Liebe vereinen“, erst dann entsteht neues Leben. Die Akan sprechen in diesem Fall, dass das rote, heiße Blut der Frau beim erfolgreichen Geschlechtsakt durch das weiße, kühle Blut des Mannes (das Sperma) „neutralisiert“ oder „abgekühlt“ wird. Die „Ntoro“ ist es, welche dem Individuum seine Nunsum (Persönlichkeitsseele) einpflanzt. Sie bestimmt die patrilineare Clanzugehörigkeit des neuentstandenen Individuums. Im Gegensatz zur Mogya, die von Nyame stammt, kommt der Seelenbestandteil der Ntoro von einem Obosom. 	 
Beide Seelenbestandteile, das heißt, die Mogya des mütterlichen Blutes und die Ntoro des väterlichen Blutes werden bei den Akan mit gewissen Eigenschaften und Verhaltensmustern verknüpft, die sich später im Individuum zeigen und welche als charakteristisch gelten für dessen gesamte Abusua (Matrilineage) bzw. Fekuw (Patrilineage). Nach dem Tod des Individuums wird durch den Priester über ein spezielles Ritual die Ntoro wieder von der Mogya getrennt, worauf die Mogya wieder nach Samandow wandert und die Ntoro sich wieder der Ntoro-Gemeinschaft seines Obosom anschließt. Eine solche Ntoro-Gemeinschaft ist beispielsweise die des Twe, das heißt jenes Obosom, der auf dem Grund des Bosomtwe-Sees seinen Wohnsitz hat. 	 

### Sunsum
Die Sumsum ist die Schattenseele. Sie ist der Schatten, den ein Mensch auf die Erde wirft. Gemäß den akanischen Vorstellungen bilden die Kra (Lebensseele), die Nunsum (Persönlichkeitsseele) und die Sunsum (Schattenseele) in ihrer Gesamtheit die Seele eines lebenden Menschen. 	 

### Seelische Doppelgänger und „Alter Ego“
Hierbei handelt es sich um eine ausgeprägte Form eines Gruppen- oder Individual-Totemismus, der bei den Akan manchmal eigenständig neben den anderen religiösen Seelenvorstellungen existiert, manchmal aber auch mit dem Begriff der „Ntoro“-Seele verschmilzt. So findet man zum Beispiel mitunter den Brauch, dass die Nabelschnur eines Neugeborenen in eine Kokosnuss gelegt und vergraben wird. Erwächst an dieser Stelle tatsächlich ein Baum (und das tut es, wenn die Bedingungen stimmen), dann sind Baum und Kind zeit ihres Lebens miteinander verbunden. Sie wachsen beide gleichzeitig heran und der Baum ist auch gleichzeitig der Träger oder die Heimstatt des „Alter Ego“ des Kindes, das heißt des seelischen Doppelgängers. Eine gleiche „Alter Ego“-Übertragung findet auch statt, wenn die Nabelschnur von irgendeinem Tier gefressen wird. 	 
Mitunter wurde in der Literatur die Erscheinung des seelischen Doppelgängers auch mit dem Begriff „Buschseele“ gekennzeichnet, was dem auch ziemlich nahekommt, wenn man vom nigerianischen Buschseelenglauben ausgeht, wenngleich es dennoch einige Unterschiede gibt. So hat beispielsweise der Buschseelen-Doppelgänger in Nigeria immer die Gestalt eines Waldtieres, jedoch niemals die einer Pflanze oder gar etwas anderem. 	 
Das „Alter Ego“-Wesen hat zudem Schutzwesencharakter. Dieser resultiert vor allem aus der Vorstellung, dass sich Mensch und Tier gegenseitig beeinflussen und dass sie ihre Eigenschaften dem jeweiligen anderen Partner vermitteln können. So schützt zum Beispiel ein Leopard die Felder seines Menschengenossen vor der Verwüstung durch Wildschweine, Büffel, Elefanten u. dgl. und auch vor menschlichen Dieben. Aber auch die Eigenschaften eines tierischen „Alter Ego“ lassen sich auf den Menschen übertragen. So gibt ein Leopard seinem menschlichen Partner Stärke, eine Antilope Klugheit usw. Das Tier ist auch in der Lage, seinem menschlichen Partner vor irgendwelchen Gefahren zu warnen und auf der anderen Seite vermag auch ein Mensch, die Bewegungen und Handlungen seines tierischen Partners zu beeinflussen. Das ist jedoch nicht nur bei den Akan traditioneller Glaube, sondern allgemein in Westafrika der Fall, wo Individualtotemismus in Gestalt des „Alter Ego“-Glaubens anzutreffen ist. 	 
Hinzu kommt bei den Akan ein ausgeprägter Gruppentotemismus in Gestalt einer bestimmten Tier- oder Pflanzenart oder einer sonstigen Gegebenheit, die als Totem einem jeden Akan-Clan eigen ist und mit dem bestimmte Meidungsgebote verbunden sind. Beim Totemtier handelt es sich um die Manifestation eines oder mehrerer Ahnen, die in Gestalt des althergebrachten Totemtieres auf der Erde erscheinen, um nach ihrer Nachkommenschaft zu sehen. Da die Lebenden aber nicht wissen können, um welches Tier es sich dabei genau handelt, ist es ein allgemeines Meidungsgebot für alle Clanmitglieder, auch nur irgendein Exemplar dieser Tierart zu töten oder gar von dessen Fleisch zu essen. Als Beispiel hierzu sei die Akan-Ursprungsfamilie der „Ntwa“ (auch „Nitschwa“) genannt, die „Hunde-Familie“, deren Mitgliedern es strikt verboten ist, Hunde zu töten, geschweige denn Hundefleisch zu essen. Unterzweige des Hunde-Clans sind zum Beispiel die „Ackwia“ in Denkira, die „Abadzi“ in Cape Coast und in Assin, die „Appiadzi“ in Cape Coast, die „Aduana“ in Denkira usw. In Denkira und Cape Coast waren oder sind die Familien des Hunde-Clans äußerst einflussreich. 	  
Die Erscheinung eines Clan-Totemismus ist in Westafrika jedoch keineswegs nur auf die Akan beschränkt, es gibt ihn zum Beispiel auch bei den Nankanse in Nordghana oder bei den Ewe östlich des Volta, um nur einige Beispiele zu nennen.

### Der Akua-Bà
Ein Akua-Bà (Plural: Akua-mma) ist eine afrikanische Idolfigur, welche ein Seelenwesen kennzeichnet, das einst einmal in einem Menschen gewohnt hat oder später einmal einen bewohnen wird. Im ersteren Sinne kennzeichnet diese Figur einen ehemaligen Menschen, welcher zwar tot ist, aber der verehrungswürdig genug ist, dass man seine Seele auch nach seinem Tod weiter verehrt. Das dem Akua-Bà innewohnende Seelenwesen ist jedoch weder Mensch noch Gottheit, sondern man kann es eher als ein Wesen im Übergangszustand von der diesseitigen, irdischen Welt und der jenseitigen, kosmischen Welt auffassen. Während dieses Übergangszustandes soll ihm die Akua-Bà-Figur als Wohnung dienen. 
(Dies ist jedoch nicht mit einem Totem gleichzusetzen, denn genau in dieser Funktion unterscheidet sich ein Akua-Bà von einem Totem. Ein Totem vereint unter anderem die Seelen der Vorfahren, die daher auch auf einen Menschen der Nachfolgegeneration übergehen können. Ein Akua-Bà dagegen ist nur eine temporäre Zwischenwohnung.)
Auf der Goldküste werden Akua-Bà-Figuren auch häufig angefertigt und angewandt, um einen bislang unerfüllten Kinderwunsch bei Frauen zu erfüllen und es wird mitunter hoch und heilig geschworen, dass dies in zahlreichen Fällen auch geholfen hat. Das Bereitstellen einer Akua-Bà-Wohnung soll dann die Akua-Bà-Besitzerin für das Seelenwesen attraktiver machen, wenn es auf dem Wege ist, um irgendwo auf der Erde als Lebewesen zu erscheinen. Eine solche Wirkung kann jedoch nur mit der Hilfe eines Priesters oder Zauberers erzielt werden. Interessant ist, dass eine Akua-Bà-Figur, obgleich an ihr in der Regel sowohl weibliche als auch männliche Geschlechtsmerkmale gleichzeitig herausgearbeitet sind (weil man ja noch nicht weiß, welchen Geschlechts das zukünftige irdische Wesen sein wird), von den Goldküsten-Bewohnern grundsätzlich als von weiblicher Natur seiend angesehen wird.
Abgesehen von Asante sind Akua-Bà-Figuren insbesondere auch aus Südafrika bekannt, wo sie unter den Bantu-Völkern (z. B. Zulu) in form- und inhaltsidentischer Gestalt zu finden sind. Eine Erklärung findet man, wenn man bei beiden Völkern eine Berührung mit der altägyptischen Kultur zulässt. Bei den Bantu steht ein solches außer Frage, stellten sie doch gemäß sprachwissenschaftlicher Erkenntnis (Kramar) die Pharaonen der 6. und 11. Dynastie, als sie von Nordosten kommend, Ägypten durchwanderten und auf den afrikanischen Kontinent vordrangen. Bei den Vorfahren der Akan ist dies schwieriger zu sagen, obwohl auch zahlreiche weitere Kultur- und Religionselemente auf eine Berührung mit der altägyptischen Kultur hinweisen. 
Darüber hinaus ergibt eine nähere Betrachtung der Akua-Bà-Figuren noch weitere Details in Bezug auf die religiösen Vorstellungen des alten Ägyptens. So hat eine Akua-Bà-Figur unzweifelhaft die äußere Gestalt eines „Anch“-Symbols, das in Hieroglyphenform als Bedeutungszeichen „Leben“ bedeutet. Auf einer aus Südafrika stammenden Figur (die sich im Privatbesitz des Autors befindet), ist auch auf der Kopfhinterseite ein Symbol eingeschnitzt, dass eine breitere, senkrechte Linie darstellt, die von vier schmalen, waagerechten Linien gekreuzt wird. Dies wurde als Djed-Baum gedeutet, das heißt den altägyptischen „Baum des Lebens“, wie wir ihn auch in der christlichen Bibel wiederfinden. Darstellungen aus dem Mittelalter, wie man sie beispielsweise auf zahlreichen Kirchenfenstern in Europa findet, zeigen ebenfalls diesen Baum mit jeweils vier Seitenästen und einer oberen Krone, an denen jeweils ein Apfel hängt und Eva begeht die Erbsünde, indem sie den zehnten Apfel nascht.
Eine weitere Eigenart des Akua-Bà ist, dass es gegenüber dem eigentlichen „Anch“-Symbol einen Hals gibt zwischen dem übergroß dargestellten Kopf und den Rest der Figur. Dieser Hals wird bei der vorliegenden Figur aus neun Ringen gebildet, andere Abbildungen in der Literatur zeigen Figuren mit fünf oder drei Halsringen. Die Zahl Acht oder Neun könnte man dabei mit der altägyptischen Götterachtheit und Götterneunheit in Zusammenhang bringen, die Zahl Fünf dagegen ist die heilige Zahl des „Odumankoma“, dem Schöpfergottheit der Akan.

## Der religiöse Aspekt der Töpferei
Töpferei besitzt bei den Akan einen religiösen Aspekt, da es in ihrer traditionellen Vorstellungswelt eine Analogie gibt zwischen und Modellierung in Ton und Menschwerdung. 
Abgesehen vom Wasser, das mit seiner lebensschöpfenden Kraft auf Odumankoma zurückgeführt wird, kommen in der religiösen Vorstellungswelt der Akan sämtliche Bestandteile, aus denen ein Mensch besteht, aus der Erde. Analog ist es beim Töpfern. Auch hier findet, genau wie beim Empfängnisprozess, eine Vermischung von Wasser mit Erdbestandteilen statt, d. h. auch hier entsteht Leben.
So, wie in der Akan-Gesellschaft bspw. Schwangeren verschiedene Verhaltensregeln und Meidungsgebote auferlegt sind (die hauptsächlich von den „Ntoro“-Meidungsgeboten der Familie des Gatten herrühren), so gibt es hier auch strikte Weisungen für die Töpferinnen, die in der Regel von jenen Flussgottheit herrühren, mit deren Wasser der Modellierungsprozess durchgeführt wird. Missachtet eine Schwangere die ihr auferlegten „Ntoro“-Meidungsgebote, kommt ihr Kind vielleicht mit Miss- oder Fehlbildungen oder gar als Totgeburt zur Welt; verletzt eine Töpferin ihre Gebote, zerspringen vielleicht ihre Gefäße oder es treten Fehlbrände auf. 	 
Anhand dieser religiösen Analogie zwischen Keramiktöpfen und Menschen wird es auch verständlich, dass das mutwillige Zerschlagen von Töpfen in der Vergangenheit bei den Akan ein sehr gefährlicher Akt war und als rituelle Freveltat geahndet wurde, der einer Beleidigung der Erdmutter und des Himmelvaters gleichkam. In der Vergangenheit war dann mindestens ein Sühneopfer in Form eines Schafes oder einer Ziege gefordert und zwar genau an der Stelle, an welcher der Topf zerbrochen war.
Zahlreiche Sprichwörter der Akan drehen sich um diese Mensch-Topf-Analogie, wie z. B. „Kinder bekommen ist, wie wenn man Lehmtöpfe kauft.“ Bedeutet: Bei einem Neugeborenen kann man niemals sicher sein, wer oder was sich in ihm verbirgt, wie es sich einmal entwickeln wird, ob es die Erde schon bald wieder verlässt usw. … Ähnlich ist es beim Erwerb von Töpferware, man ist nicht, vor allem nicht ohne gründliche vorige Untersuchung, vor Überraschungen sicher, denn: „Erst wenn du einen Topf abklopfst, merkst du, dass er einen Sprung hat.“  	 

### Topfarten mit religiösen Funktionen
Töpfe können in der traditionellen akanischen Religion Träger von allerlei magischen Kräften sein, die sich ein Individuum zunutze machen kann, wobei es unerheblich ist, ob es sich dabei um positiv oder negativ wirkende Kräfte handelt.

#### Abammo-Topf
Ein Abammo-Topf ist unter den Keramikgefäßen der Akan eine Sonderform, die ausschließlich Zwillingen (und anderen Mehrlingen) vorbehalten ist, sowie Kindern, die aus der dritten, sechsten und neunten Schwangerschaft der Mutter hervorgegangen sind. In der traditionellen religiösen Vorstellungswelt der Akan besitzen diese Kinder, neben ihrem ohnehin vorhandenem seelischen Doppelgänger, zusätzlich noch einen weiteren Schutzgeist in Gestalt einer Abam-Gottheit. Der Abammo-Topf erfüllt in diesem Zusammenhang die Funktion eines Schreines für den Abam des Betreffenden.
Einem Abam werden insbesondere Eier geopfert, d. h. sie sind unerlässlicher Bestandteil aller rituellen Speisen. Dazu enthalten die für den Abam zubereiteten Speisen manchmal auch Goldstaub oder eine gelbe Perle, womit man um zukünftigen Reichtum bittet, und Gelb zudem auch die Symbolfarbe für Reife, langes Leben und Wärme ist. Daneben werden mitunter auch Blätter der Adwira-Pflanze (Lonchocarpus cyanescens) hinzugefügt zusammen mit „Hyire“-Pulver (weißer Lehm), was rituelle Reinheit und Harmonie mit der spirituellen Welt herstellen soll. Auch bekommt der Säugling auch eine rote Abammo-Perle an den Kopf gebunden, was zur Abwehr von unheilbringenden Kräften dienen soll.
Daneben besitzt in der traditionellen Vorstellungswelt der Akan jeder Mensch einen Schutzgeist, der dem Wochentag zugeordnet ist, an dem er geboren worden ist, was sich häufig bereits in der Namensgebung widerspiegelt. An diesem Geburts-Wochentag, ist es z. B. im Aschanti-Land üblich, dass man sich die Haare schneidet. Ein paar dieser abgeschnittenen Haare, werden ebenfalls in den Abammo-Topf getan. Darüber hinaus finden auch regelmäßig bestimmte Riten für die Abam-Gottheit statt. 
Schon bei der nächsten Aussaat, die nach der Geburt eines solchen Kindes stattfindet, pflanzt die Mutter drei, sechs oder neun neue Yamsknollen für das Kind, je nachdem welchen Platz das Kind in ihrer Schwangerschaftsliste einnimmt. Diese Yamsknollen sind eigens dazu da, am „Afehyiada“, d. h. zum jährlichen Geburtstag des Kindes, den „Abommo-bayere“ zu bereiten, wobei dem gekochten Yamsbrei Palmöl zugesetzt wird und der, je nach dem Platz des Kindes in der Geburtsliste, mit drei, sechs oder neun Eiern verrührt wird. Ein bisschen davon wird ebenfalls in den Abammo-Topf als Opferspeise gegeben, den Rest bekommt das Kind zu essen. Ein Abammo-Topf sollte möglichst bis zum Erreichen des Erwachsenenalters heil bleiben. Im Falle, dass ein Kind trotz aller religiösen Schutzmaßnahmen dennoch stirbt, so sollte der Topf dieses Kind ins Grab begleiten.
Insbesondere für Zwillinge ist ein Abammo-Topf obligatorisch. Unterlässt die Mutter es, ihnen einen Abammo-Topf einzurichten und für die nötigen Zeremonien zu sorgen, drohen gemäß traditionell-religiöser Vorstellung den Kindern Armut und Ärger. Zwillinge würden dann wild und ungestüm werden und sich nur sehr schwer bändigen lassen. Wenn Zwillinge in ihrem Leben kein Glück haben, so wird bei den traditionell-religiösen Akan allgemein die Schuld hierfür den Eltern angelastet, da sie es anscheinend unterlassen haben, im Kindesalter der oder des Betreffenden regelmäßig die Abammo-Riten zu vollziehen.

#### Ahnen- oder Familientöpfe
„Familien- oder Ahnentöpfe“ (Twi: Abusua Kuruwa) sind bei den Akan Ritualgefäße für die Verehrung bestimmter verstorbener Familienmitglieder. Sie werden seitens der Abusua des Verstorbenen, d. h. von den Verwandten der mütterlichen Blutslinie insbesondere dann eingerichtet, wenn es sich beim Verstorbenen um eine bedeutende Persönlichkeit gehandelt hat und wenn dieser eines „guten“ Todes gestorben ist. Zumeist tragen diese Töpfe auch eine Abbildung des Verstorbenen. Manchmal werden sie auch bei den Begräbnisriten gebraucht. Zu diesem Zweck hat jeder Friedhof bei den Akan einen „Platz der Töpfe“ (Twi: „Asensie“; in Agona auch „Gsiebia“ genannt), auf denen die Ahnentöpfe deponiert werden können. Häufiger stellt man sie aber in den Ahnenschrein der Familie, wo auch die heiligen Ahnenstühle und andere Kultgegenstände aufbewahrt werden. Dort dienen diese Töpfe als Aufbewahrungsgefäße für diverse, mit magischen Kräften beladene Gegenständlichkeiten, wie z. B. die abgeschnittenen Fingernägel des Toten, die zusammen mit dem abrasierten Kopfhaar des Verstorbenen von den hinterbliebenen Abusua-Mitglieder aufbewahrt werden. Auch dienen sie als Libationsgefäße, d. h. als Gefäße, in denen Göttern und Ahnen Trankopfer dargebracht werden. Mitunter ist es dem Oberhaupt der Familie auch gestattet, einen von ihnen als Wasserbehälter zu verwenden, da er es ist, der auf der Erde den Ahnen am nächsten steht. Ein Abusua Kuruwa steht als Symbol für die Geschlossenheit der Abusua, zu deren Aufrechterhaltung auch die Ahnen aus dem Jenseits beitragen. Die Töpfe stellen dabei das Verbindungsglied zwischen Diesseits und Jenseits dar. Häufig besitzen diese Gefäße auch zahlreiche kleine Öffnungen, die als „Münder“ gelten, so wie auch die lebende Familie sich aus zahlreichen „Mündern“ zusammensetzt.
Daneben finden sich in den Familien- und Ahnenschreinen der Akan auch häufig Gefäße, die über ihre Ornamentik auch mit einem bestimmten Sprichwort in Verbindung gesetzt werden, wie z. B.: „Alle Familienmitglieder kämpfen um das Essen, und doch gelangt alles in den gleichen Bauch“. Solche „Sprichworttöpfe“, (Twi: Abedudie), findet man häufig in den Ahnenschreinen als Wassergefäße. Auch sie gelten als „Abusua Kuruwa“.
Zu den „Abusua Kuruwa“ gehören daneben auch die „Abogye-abogye Kukuo“ (Sing.: „Mogye-mogye Kukuo“) (Unterkiefertöpfe). Sie dienen hauptsächlich zur Aufbewahrung von Palmwein, der in regelmäßigen Abständen als Trankopfer über die Stühle der verstorbenen Familienmitglieder verschüttet wird. Darüber hinaus dienen sie als Requisit bei wichtigen Schwüren, welche die gesamte Familie betreffen. Aus Anlass eines solchen Schwures nehmen nach einem Trankopfer für die Ahnen alle Anwesenden einen Schluck Palmwein aus dem „Mogye-mogye Kukuo“. Alle, welche aus diesem Gefäß getrunken haben, bilden anschließend eine, bis über den Tod hinaus bestehende, unauflösliche Gemeinschaft. Das Brechen eines solchen Eides zieht dann besonders schlimme Folgen nach sich.
Familien- oder Ahnentöpfe werden ausschließlich von alten und erfahrenen Töpferinnen modelliert. Sie sind samt ihren Deckeln sehr aufwendig und sorgfältig modelliert und stellen im gewissen Sinne die Vollendung der akanischen Töpfereikunst dar. Frauen im gebärfähigen Alter ist die Herstellung von Ahnentöpfen untersagt, da dies einer Beleidigung der Ahnengeister gleichkäme.
In historischer Zeit musste auch ein Mensch sein Leben lassen, wenn es galt, einen besonders krafthaltigen Ritualtopf herzustellen. Dazu fertigte die Töpferin das Gefäß nur unvollständig und ohne Brand, und der zum Tode Verurteilte wurde mit dem Transport dieses Gefäßes beauftragt. Er musste dann dieses Gefäß so lange umhertragen, bis es irgendwann zerbrach. Der Gefäßzerstörer verlor daraufhin seinen Kopf, und aus den zermahlenen Scherben und dem Blut des Hingerichteten wurde dann der richtige „Abusua Kuruwa“ modelliert und gebrannt.

#### Medizintöpfe
„Medizintöpfe“ sind bei den Akan (Asante) Töpfe, mit denen man Krankheiten auf magische Art verhindern oder bekämpfen möchte. In ihnen befinden sich vor allem pflanzliche und tierische Teile, von denen man glaubt, dass ihnen magische Kräfte anhaften, sowie frisches Wasser. Wasser hat gemäß traditioneller Vorstellung allgemein lebenspendende Kräfte. Medizintöpfe sind häufig von roter Farbe und zeigen in ihrer Ornamentik bevorzugt das Motiv eines Käfers. Dieser Käfer bezieht sich auf die Spruchweisheit: „Anyinaboa-Käfer, das Feuer wird dich vielleicht erreichen!“ (…wenn der Baum, in dem du dich versteckst, abgebrannt ist). Bedeutung: Den Täter werden die Folgen seiner bösen Tat unweigerlich einholen. Auch zeigen Medizintöpfe häufig zahlreiche Noppen oder Gnubbel, was ebenfalls als eine Abwehrsymbolik gegen Krankheiten sein soll.

#### Witwentöpfe
Ein „Witwentopf“ (Twi: Kuna kukuo) wird bei den Akan von der Witwe oder dem Witwer vor dem Prozessionszug getragen, welcher den Transport des Sarges mit dem Verstorbenen von dessen Haus in Richtung Friedhof geleitet. In diesem Topf befinden sich drei Steine und zahlreiche Pflanzenteile, denen in der traditionellen Religion diverse magische Kräfte zugeschrieben werden. Erreicht der Zug den Dorfrand, kehren die Trauergäste und die Witwe um, nachdem die Witwe den Witwentopf zerschlagen hat. Mit der Topfzerschlagung zerstört sie symbolisch das Band der Ehe und alle sich aus der Ehe für sie ergebenen Verpflichtungen sind damit aufgehoben. Allein die Mitglieder der Abusua des Verstorbenen, d. h. die Blutsverwandten der mütterlichen Blutslinie, setzen den Weg mit dem Sarg außerhalb des Dorfes in das „Geisterdickicht“ (den Dschungel) fort, wo in der Regel die Friedhöfe angelegt sind, und vollenden die Bestattung.

### Weitere Meidungsgebote
Allgemein ist den Akan-Frauen das Töpfern verboten an Tagen, an denen es ihnen auferlegt ist, sich von Männern fernzuhalten. Das sind alle Menstruationstage, sowie alle „schlechten“ Wochentage, einschließlich des „Häuptlingstages“, dem Freitag. (Die Akan teilen die 7-Tage-Woche in „gute“ und „schlechte“ Wochentage ein. Ein (ganz) schlechter Wochentag ist z. B. der Dienstag.) Daneben sollte das Schürfen von Rohmaterial nicht an dem Wochentag geschehen, welcher der Erdgöttin Asase geweiht ist, was je nach Region der Donnerstag oder Freitag ist. Auch ist es Schwangeren nicht gestattet, Schürfstellen zu betreten.